# William Bradford (pintor)

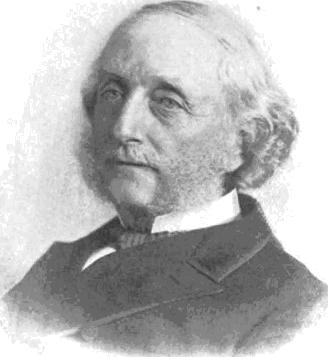
Retrato de William Bradford

William Bradford (Massachusetts, 30 de abril de 1820-Nueva York, 25 de abril de 1892) fue un pintor de marinas estadounidense.

## Biografía

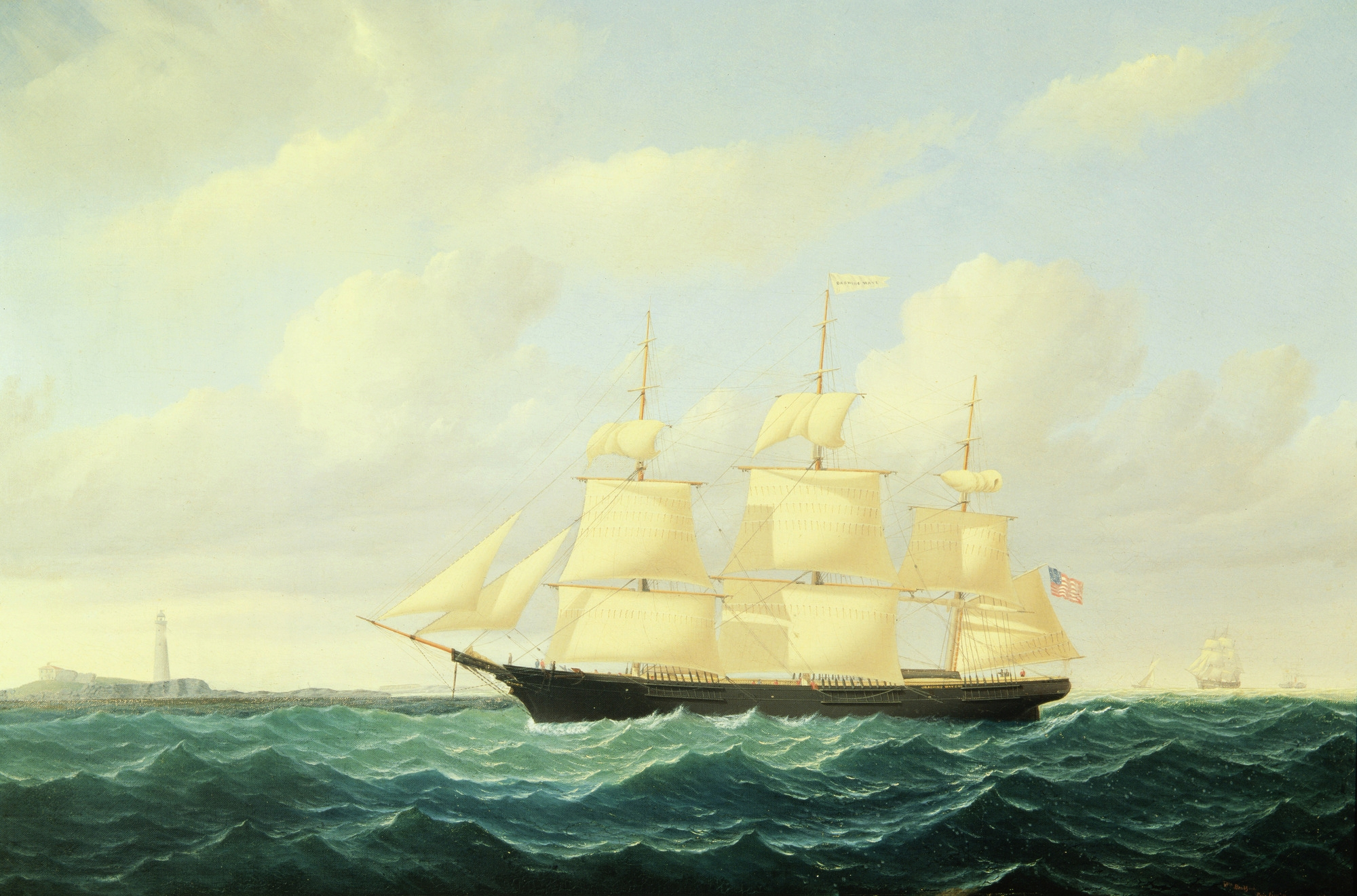
"Dashing Wave" clipper ship off Boston Light (1855), Peabody Essex Museum, Salem.

Nació en la década de 1820 en el estado de Massachusetts. Cuáquero, de educación autodidacta, pintaba barcos y vistas de marinas que veía a lo largo de la costa de Massachusetts, Labrador y Nueva Escocia. Participó en varias expediciones al Ártico con el doctor Hayes y fue el primer pintor estadounidense que retrató las regiones heladas del norte del continente. Financió seis expediciones entre 1861 y 1869, en las que haría tomar fotografías que más tarde usaría para elaborar sus pinturas.

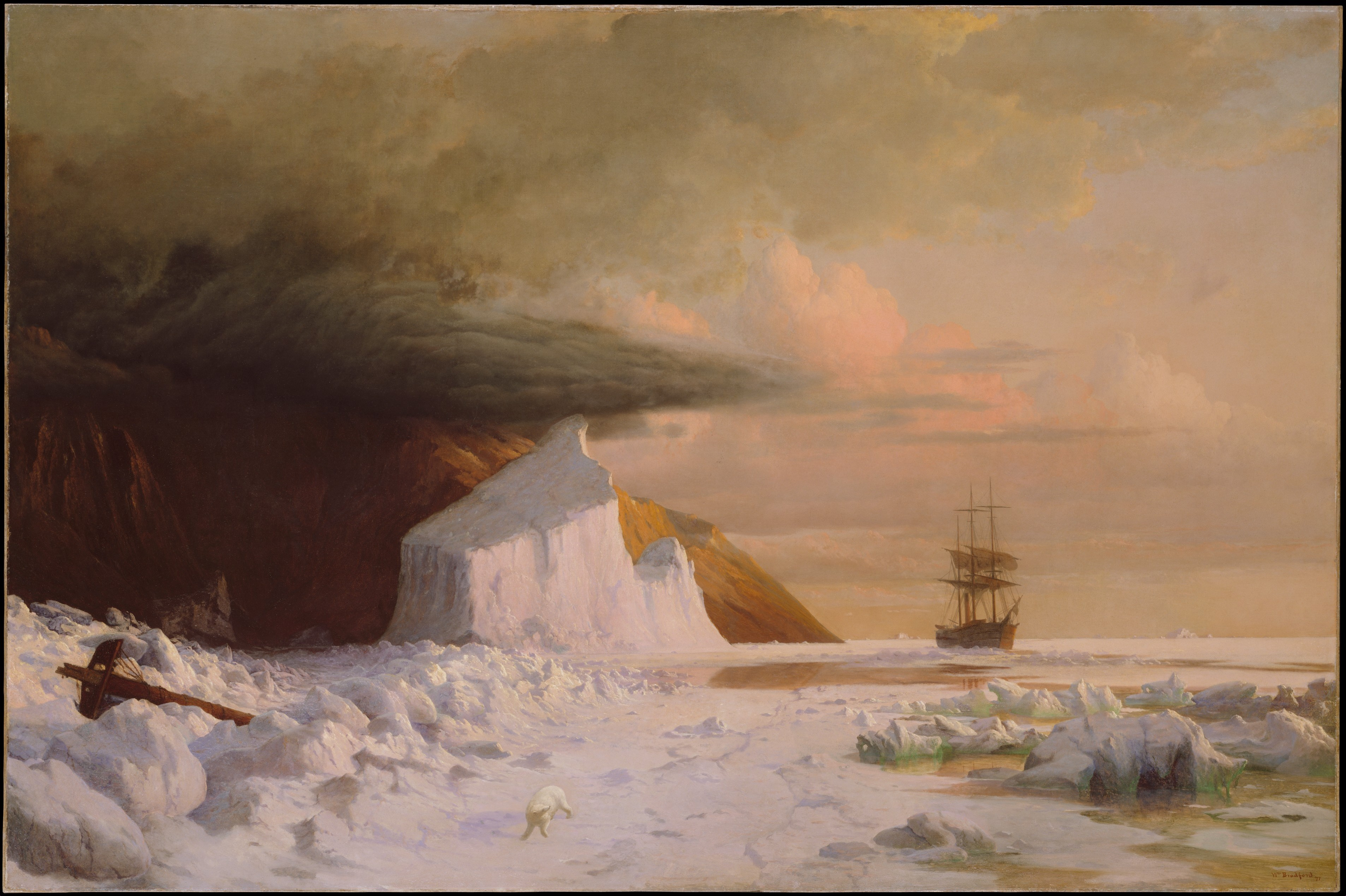
An Arctic Summer: Boring Through the Pack in Melville Bay (1871), Museo Metropolitano de Arte, Nueva York.

Su obra atrajo mucha atención por su carácter novedoso y sus efectos de color. Su Steamer Panther in Melville bay, under the Light of the Midnight Sun se exhibió en la Royal Academy of Arts de Londres en 1875. Bradford fue miembro de la Academia Nacional, en New York. Falleció en dicha ciudad el 25 de abril de 1892. Su estilo estuvo en parte influenciado por Albert van Beest, que trabajó en Fairhaven con Bradford durante un tiempo.